# Oliver Maas

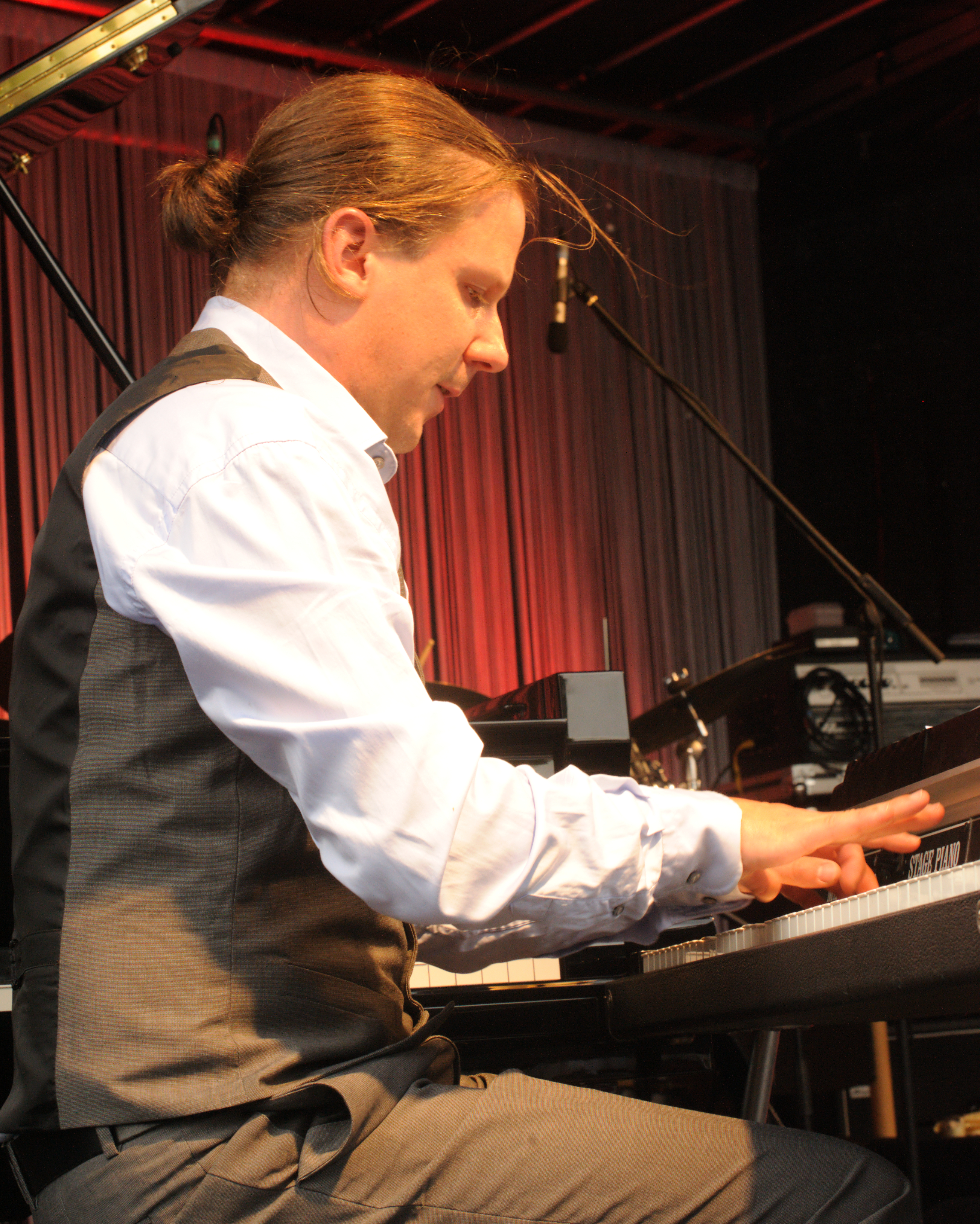
Oliver Maas mit dem Alexandra Lehmler Quartett beim palatia jazz in Schifferstadt am 14. Juli 2014

Oliver Maas (* 13. Mai 1980 in Saarburg) ist ein deutscher Jazzmusiker (Piano, Komposition).

## Leben und Wirken
Maas erhielt zunächst ab 1992 klassischen Klavierunterricht, bevor er Jazzpiano bei Klaus Krisch lernte. Nach Workshops bei John Taylor, Uli Beckerhoff, Julian Joseph, Uri Caine, Gunter Hampel und Leszek Możdżer studierte er Jazzpiano an der Folkwang Hochschule in Essen bei Thomas Hufschmidt und Peter Walter. Von 2005 bis 2010 hatte er einen Lehrauftrag an der Hochschule für Musik Saar.
Christof Thewes holte ihn 2002 in sein Bigbandprojekt mit dem Rezitator Alfred Gulden. Mit Markus Braun und Bernd Oezsevim gründete er das Trio Invisible Change, mit dem er mehrere Alben vorlegte. 2010 gründete er gemeinsam mit dem Schlagzeuger Patrick Hengst und dem Bassisten David Andres das Oliver Maas Trio. Er hat auch mit Wollie Kaiser, mit der Sängerin Kristina Fuchs und als Mop de Kop im Duo mit dem Schlagzeuger Daniel Prätzlich aufgenommen.

## Preise und Auszeichnungen
Mit den Bands Oma Heinz, Jörg Brinkmann Trio (CD HA! 2008) und Invisible Change gewann er 2006, 2007 und auch 2009 den JazzWerk Ruhr-Preis. Das Duo Mop de Kop erhielt 2007 den St. Ingberter Jazzpreis. Mit Invisible Change erreichte er den zweiten Preis beim Jazzpreis Ruhr 2011.

## Diskographische Hinweise
- Invisible Change Nyktophobie (JazzHausMusik 2008)
- Jörg Brinkmann Trio HA! (ACT 2008 mit Dirk-Peter Kölsch)
- Parallaxe Der Zweite Raum (gligg records 2009/10; mit Daniel Schmitz, Jan Oestreich, Christian Fischer)
- Oliver Maas Trio liegend (NRW-Records 2010)
- Oliver Maas, Invisible Change Spring (WismART 2014)
- MaasKrachtHengst + Renken Express (Unit Records 2016)